# Obreja
Obreja (en hongrois : Obrézsa) est une commune du județ de Caraș-Severin en Roumanie.